# Skjøld Neckelmann

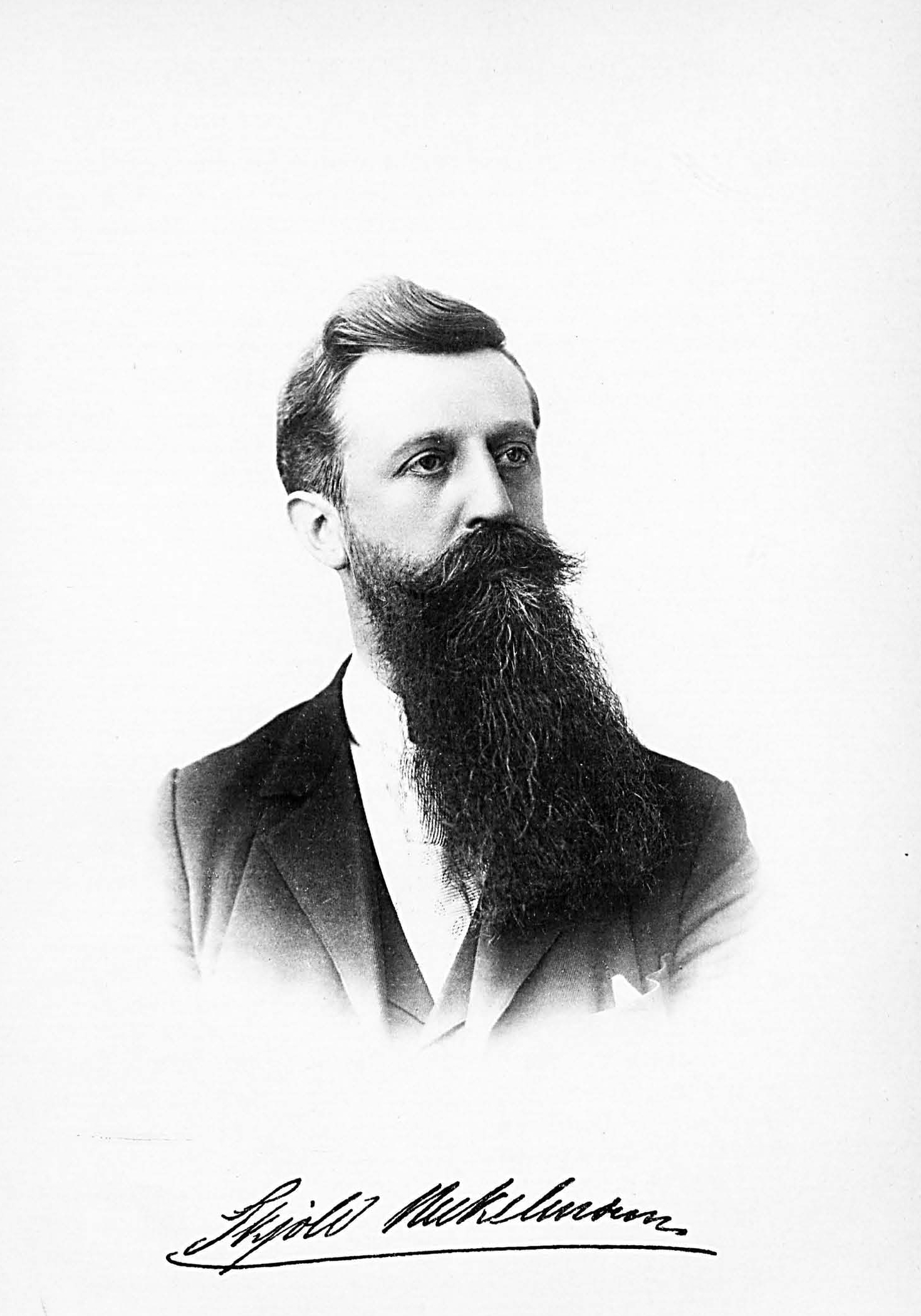
Skjøld Neckelmann

Frederik Skjøld Neckelmann, auch Skjold oder Skjöld geschrieben, (* 24. November 1854 in Hamburg; † 13. Mai 1903 in Neckargemünd) war ein Architekt mit dänischer Staatsbürgerschaft, der in Deutschland lebte und arbeitete. Zusammen mit August Hartel und später alleine errichtete er unter anderem mehrere repräsentative Bauten in Straßburg, der Hauptstadt des Reichslands Elsass-Lothringen.

## Leben
Neckelmann war das fünfte von dreizehn Kindern eines in Hamburg lebenden dänischen Kaufmanns. Von 1870 bis 1873 erlernte er dort das Maurerhandwerk und besuchte gleichzeitig die Bauschule. Anschließend im Büro von Martin Haller beschäftigt, studiert er 1874 bis 1877 an der Wiener Kunstakademie bei Theophil von Hansen. Durch ein Preisstipendium fällt in diese Zeit eine kurze Reise nach Italien. 1877 wurde er Mitarbeiter des renommierten Berliner Architekturbüros von Martin Gropius und Heino Schmieden, für das er gemeinsam mit Hugo Groothoff bei der Bauausführung eines großen Krankenhauses nach Wiesbaden entsandt wurde. Es folgten kurze Beschäftigungen in Berlin beim Bau des Untersuchungsgefängnisses Moabit und von Landhäusern des Architekten Paul Roetger, bevor er für ein Kunst-Studium an die École des Beaux-Arts nach Paris ging, wo er das Meisteratelier des Historienmalers Auguste Glaize besuchte, sich jedoch von der Malerei wieder abwandte. Eine längere Studienreise führte ihn dann erneut nach Italien.
Ab 1879 war er gemeinsam mit dem aus Altona stammenden Architekten Franz Schmidt, seinem Schwager und Studienfreund, tätig. Zu den ausgeführten Bauten zählen u. a. Wohnhäuser an der Großen Bergstraße / Schillerstraße in Altona. In Hamburg entstand die Villa für Rudolf Otto Meyer und das Geschäftshaus an der Ecke Poststraße / Große Bleichen. Zudem wurden verschiedene Wettbewerbsentwürfe eingereicht, beispielsweise für das Naturhistorische Museum in Hamburg, der immerhin in die engere Wahl kam.
1885 siedelte Neckelmann nach Leipzig über, wo er sich mit August Hartel assoziierte. 1888 gewannen sie den ersten Preis im Wettbewerb um den Bau des Königlichen Gewerbemuseums in Stuttgart. 1889 beauftragt, wurde das Gebäude unter besonderem Einsatz von Neckelmann, der auch die dekorative Innenausstattung entwarf, bis 1896 errichtet. Noch 1889 übersiedelten Hartel und Neckelmann gemeinsam nach Straßburg für die Ausführung des Landesausschussgebäudes und der Landesbibliothek. Parallel wurde Hartel zum Dombaumeister am Straßburger Münster berufen, wo er kurz darauf nicht ganz 46-jährig starb. 1890 zog Neckelmann nach Stuttgart, um der Residenzpflicht beim Bau des Gewerbemuseums nachzukommen. 1892 zunächst als Stellvertreter für Christian Friedrich von Leins berufen, übernahm er im gleichen Jahr dessen Lehrauftrag als Professor für Architektur an der Technischen Hochschule Stuttgart.
Ein Nervenleiden beendete schließlich Neckelmanns Lehrtätigkeit und Arbeit. Ab Anfang 1901 lebte er in einer Heilanstalt in Neckargemünd, wo er im Alter von 48 Jahren starb. Seine Beisetzung erfolgte auf dem Pragfriedhof in Stuttgart.
Somit kam auch sein noch zu überarbeitender Wettbewerbsentwurf für das Gebäude des Hanseatischen Oberlandesgerichts in Hamburg nicht mehr zur Ausführung, der ohne Preisvergabe unter 58 Teilnehmern ausgewählt und angekauft worden war. Stattdessen wurde 1903 erneut ein beschränkter Wettbewerb durchgeführt.

## Stil
Für seine Profanbauten bevorzugte Neckelmann den Stil der Neorenaissance mit symmetrischer Anlage und einer flächigen Bauweise. Sein wahrscheinlich größtes Projekt, der nicht ausgeführte Entwurf für das neue Straßburger Hauptpostamt von 1897 zeugt von einer ausufernd repräsentativen Herangehensweise an das öffentliche Bauen.

## Bauten und Entwürfe

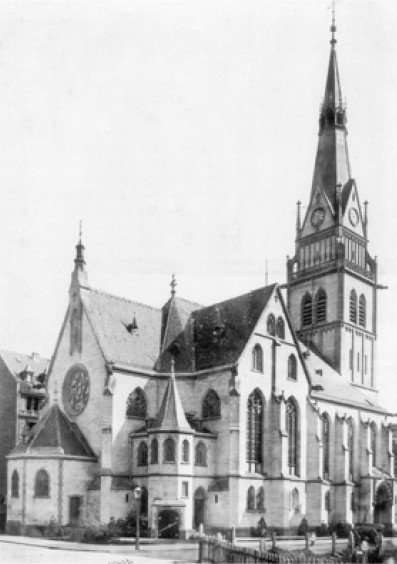
Evangelische Christuskirche in Köln

Von 1879 bis 1885 entstanden in Zusammenarbeit mit Schmidt mehrere Wettbewerbsentwürfe, die nicht ausgeführt wurden. Mit Preisen ausgezeichnet wurden darunter die Entwürfe für das Reventlow-Stift in Altona, das Mustertheater für die Hygiene-Ausstellung Berlin (1. Preis), das Stadttheater in Halle an der Saale, das Naturhistorische Museum Hamburg; unprämiert blieben die Entwürfe für die Museumsinsel in Berlin und das Reichstagsgebäude in Berlin.
- 1880–1881: Wohn- und Kontorhaus an der Ecke Große Bleichen / Königstraße 2–12 (jetzt Poststraße) in Hamburg, gannant Hamburger Hof (mit Schmidt, der hier auch Bauherr war)[9]
- 1882: Wohnhaus für Fräulein Koopmann in Hamburg-Wohldorf (mit Schmidt; nicht erhalten)[10]
- 1882: Umbau der alten Markthalle am Pferdemarkt in Hamburg zur „Marienthaler Bierhalle“ (gemeinsam mit Schmidt; aufwändig ausgestattetes Lokal, Säle und Garten für 1500 Personen mit „Feuerluftheizung“ und elektrischer Beleuchtung; heute Standort des Thalia Theaters)[11]
- 1886–1887: Rathaus in Stollberg im Erzgebirge (mit Hartel; erhalten)[12]
- 1886 Wettbewerbsentwurf, 1888–1892 ausgeführt: Landesausschussgebäude für Elsaß-Lothringen in Straßburg (mit Hartel; prämiert mit dem 1. Preis; heute Théâtre national de Strasbourg)
- 1887: Wettbewerbsentwurf für das Empfangsgebäude des neuen Hauptbahnhofs in Köln (mit Hartel; prämiert mit dem 2. Preis, nicht ausgeführt)[13][14]
- 1889–1893: katholische Pfarrkirche Jung-Sankt-Peter in Straßburg (mit Hartel)
- 1889–1894: Universitäts- und Landesbibliothek in Straßburg (mit Hartel)
- 1888 Wettbewerbsentwurf, 1890–1896 ausgeführt: Württembergisches Landesgewerbemuseum in Stuttgart (mit Hartel; prämiert mit dem 1. Preis)[15]
- 1888: Wettbewerbsentwurf, 1891–1894 ausgeführt: evangelische Christuskirche in Köln (mit Hartel; prämiert mit dem 1. Preis)
- 1892: Erweiterungsbau für das Haus Carstanjen in (Bonn-)Plittersdorf
- 1892: Wettbewerbsentwurf für den Hauptbahnhof in Dresden (prämiert mit einem von drei 2. Preisen, nicht ausgeführt)
- 1892: Wettbewerbsentwurf für das Großherzoglich Hessische Landesmuseum in Darmstadt (prämiert mit einem von zwei 1. Preisen, nicht ausgeführt)
- 1894–1897: Justizpalast in Straßburg
- 1895: Wettbewerbsentwurf für die Ruhmeshalle in (Wuppertal-)Barmen (mit dem Karlsruher Architekten Ferdinand Keller; prämiert mit einem von zwei 1. Preisen, nicht ausgeführt)
- 1895–1896: Mausoleum von Carstanjen in (Bonn-)Plittersdorf
- 1899 Wettbewerbsentwurf, 1901–1904 ausgeführt: Städtischer Saalbau in Essen (gemeinsam mit dem Essener Architekten Carl Nordmann)
- 1900: Wettbewerbsentwurf für das Hanseatische Oberlandesgericht in Hamburg (nicht ausgeführt)

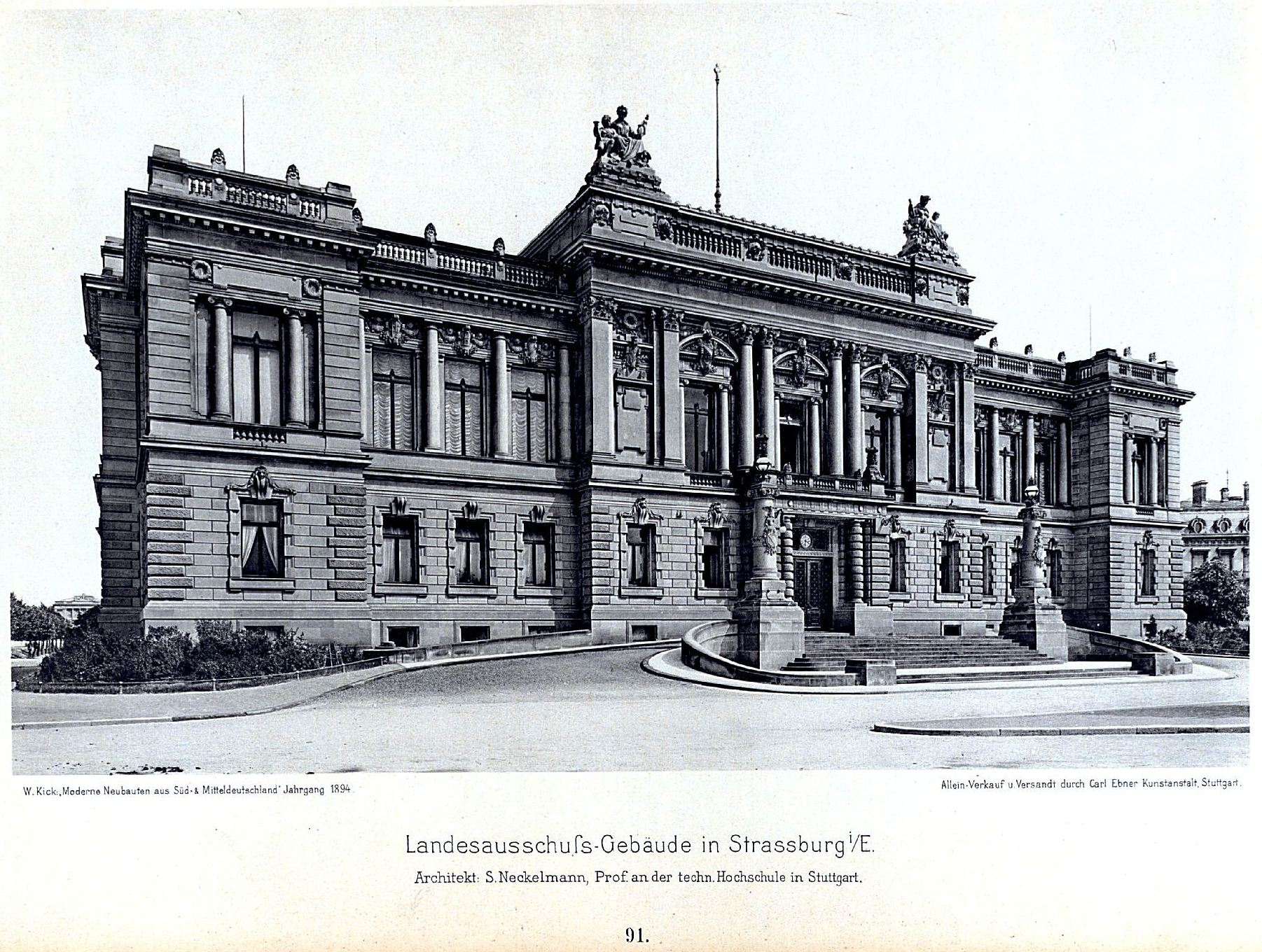
Landesausschuss-Gebäude in Straßburg
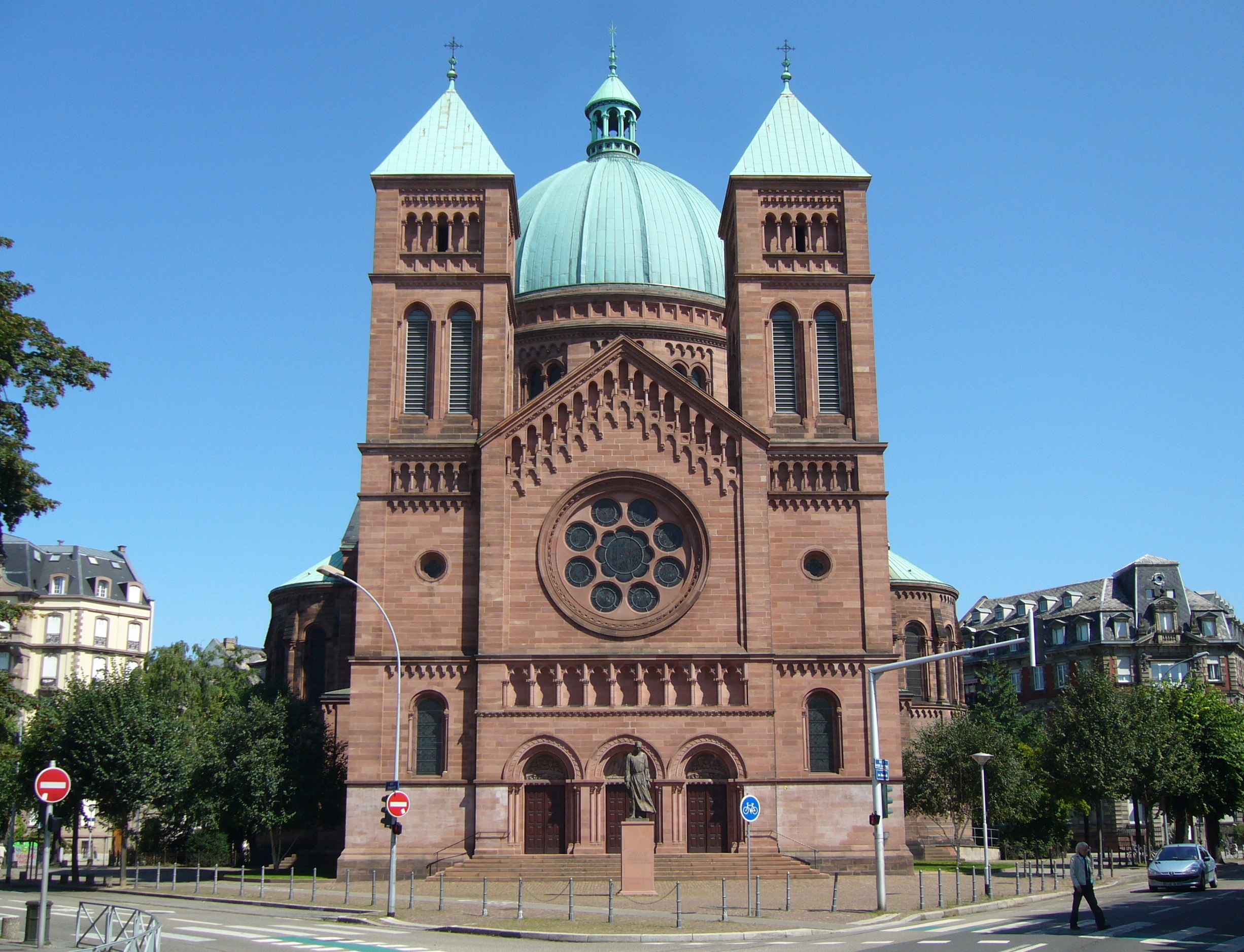
Katholische Pfarrkirche Jung-Sankt-Peter in Straßburg
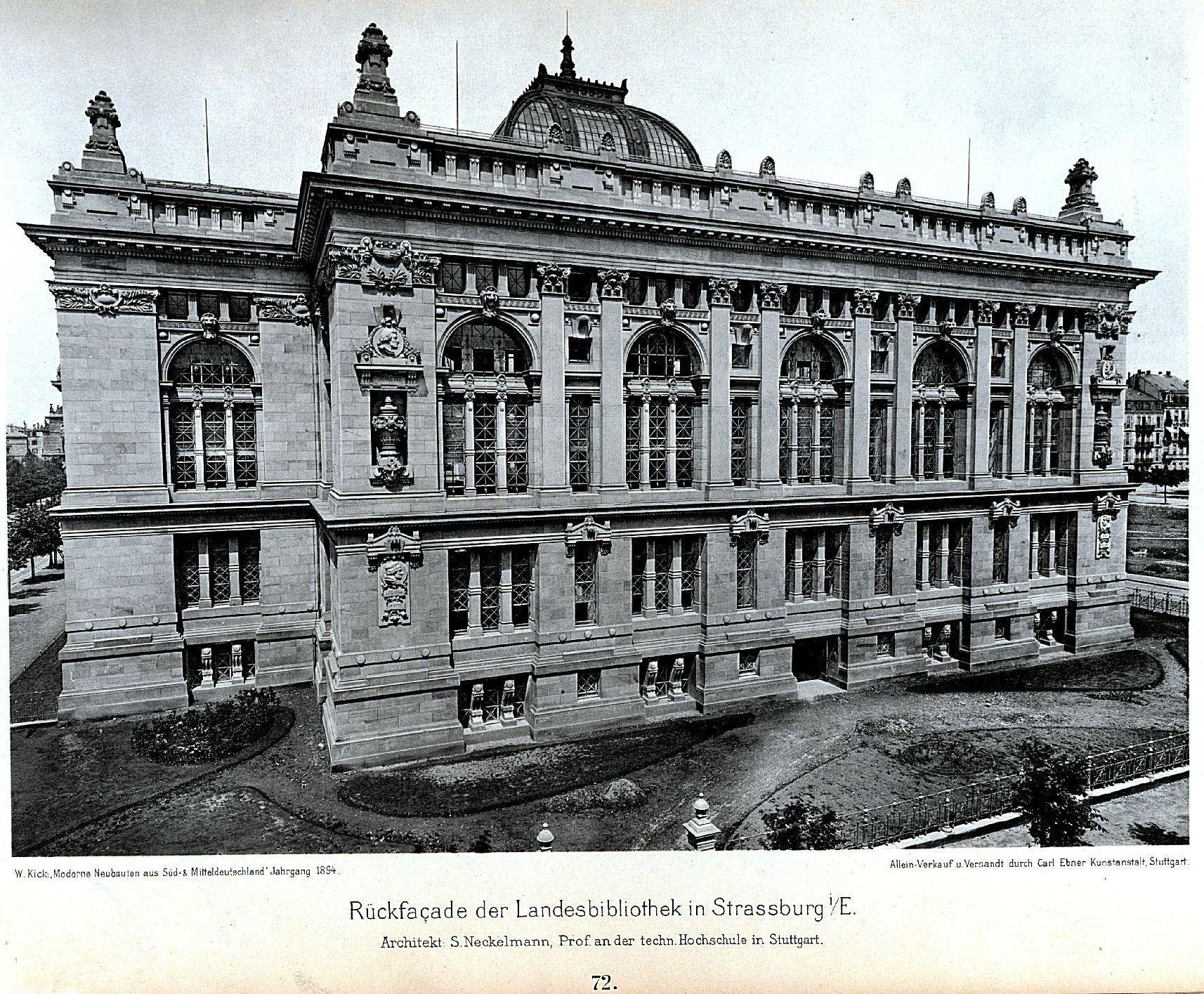
Landesbibliothek in Straßburg, Rückseite
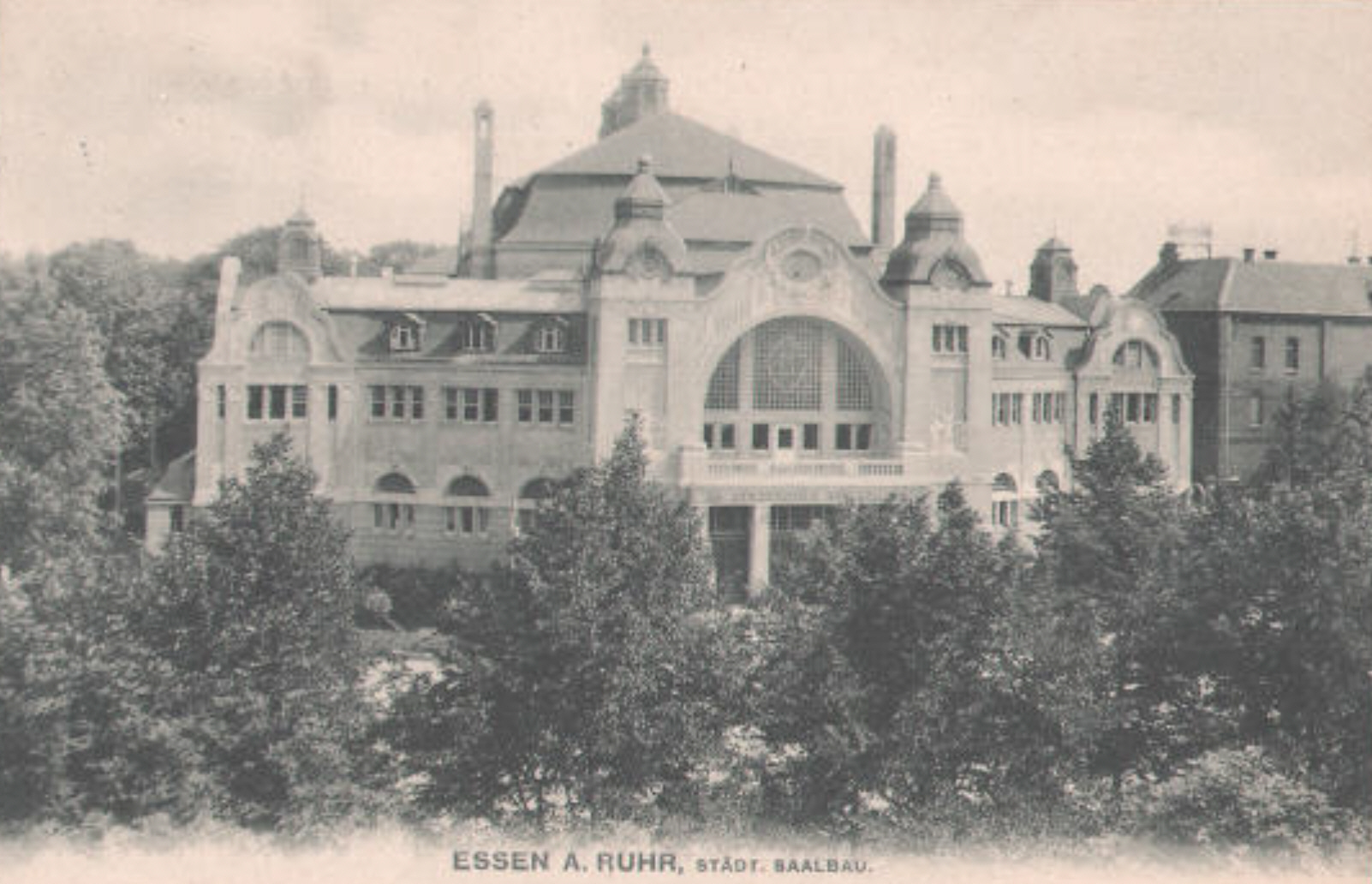
Städtischer Saalbau in Essen

## Ehrungen
Im Jahr 1929 wurde die Neckelmannstraße in Hamburg-Winterhude nach ihm benannt.

## Schriften und Nachlass
- mit Ferdinand Meldahl: Denkmäler der Renaissance in Dänemark. Ernst Wasmuth Verlag, Berlin 1888.
- mit August Hartel: Aus unserer Mappe. Auswahl hervorragender Entwürfe. Band 1 (1886–1887). Hiersemann, Leipzig 1888 (Mappenwerk mit 36 Tafeln im Format 30 cm × 45 cm).
- mit August Hartel: Aus unserer Mappe. Auswahl hervorragender Entwürfe. Band 2 (1888). Hiersemann, Leipzig 1889 (Mappenwerk mit 40 Tafeln im Format 30 cm × 45 cm).

Zeichnungen und Entwürfe aus dem Nachlass Neckelmanns werden seit 1904/05 im Architekturmuseum der Technischen Universität Berlin aufbewahrt, der Bestand wurde 2003 durch Ankäufe erweitert.